# Нітерой
Нітерой (порт. Niterói) — місто в Бразилії, у штаті Ріо-де-Жанейро, засноване 22 листопада 1573 року індіанцями Тупі під назвою Арарібоя (Araribóia), пізніше місто називалося Мартін-Афонсу, на ім'я Мартіна Афонсу ді Суза. Це єдине місто Бразилії, про яке відомо, що воно було засноване індіанцями.